# 워싱턴 해군공창 총기 난사 사건

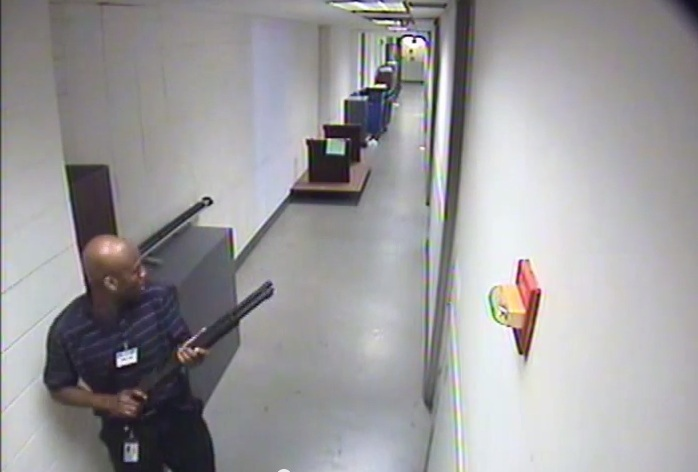

워싱턴 해군 공창 총격 사건(영어: Washington Navy Yard shooting)은 2013년 9월 16일 오전 8시 20분경 (동부 하절기 시간 (EDT)) 미국 워싱턴 D.C. 워싱턴 해군 공창에서 발생한 총격 사건이다. 최소 13명이 사망하였으며, 범인은 뉴욕 퀸스 출신 에런 알렉시스(영어: Aaron Alexis, 34)로 밝혀졌다.